# Helmer (Straße)

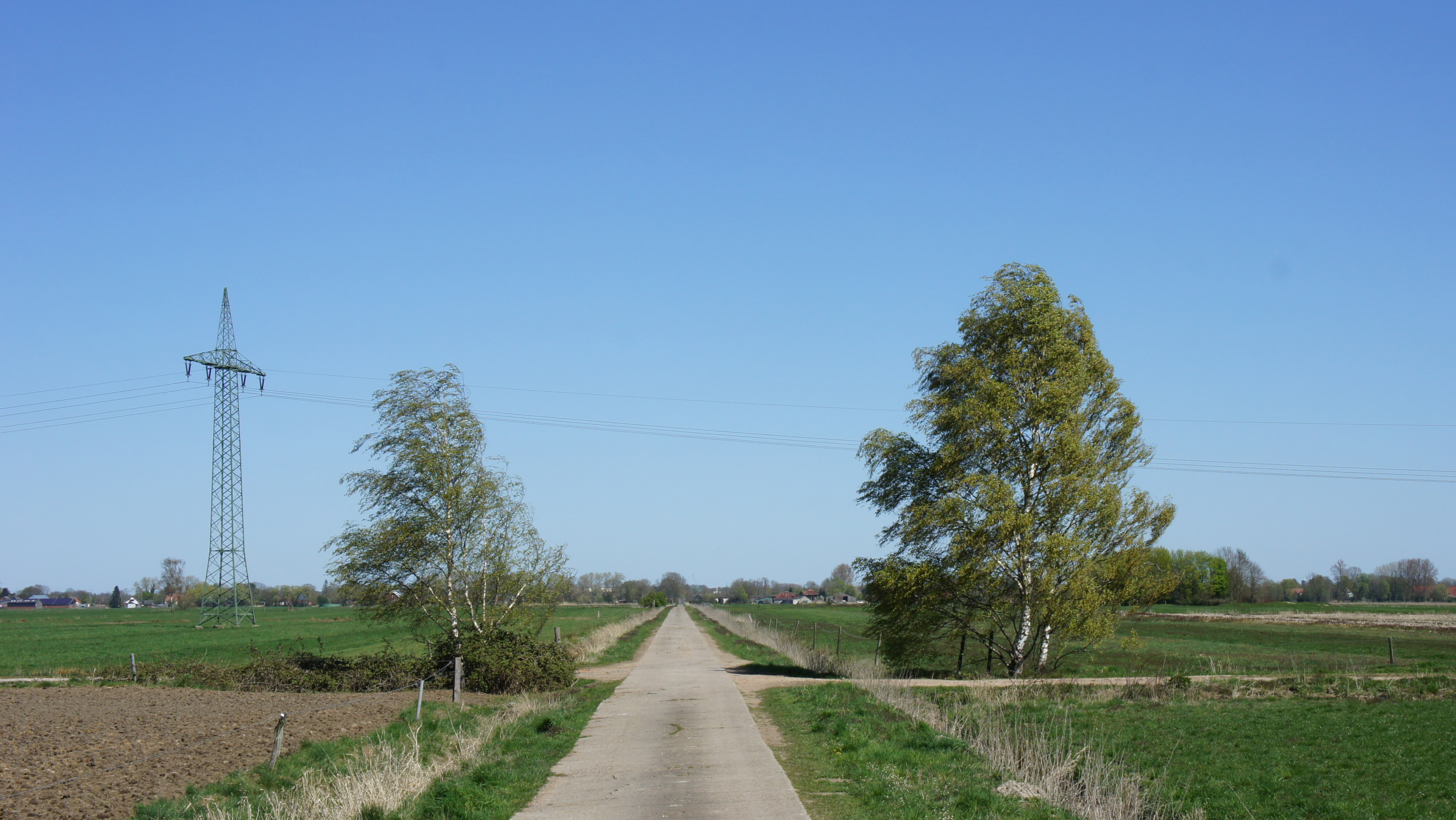
Der „Schwadinger Helmer“ im Stedinger Moor (2020)

Als Helmer (auch: Hellmer) werden vor allem in Gegenden an der Unterweser Verbindungswege zwischen Deich und Siedlung bezeichnet. Sie wurden als Wirtschaftswege von den Siedlern angelegt, die im Sinne des Deichrechts zum Unterhalt des zugewiesenen Deichabschnittes verpflichtet waren.
Ein Helmer führt auf gerader Strecke von einer Hofstelle oder einem Dorf durch Moor oder Marsch zum Deich und ist häufig mit dem Familien- oder Ortsnamen bezeichnet, beispielsweise „Hayens Helmer“ bei Brake oder „Wersaber Helmer“ in Wersabe. Heute sind die Helmer oft als Privatwege ausgewiesen und daher für Unbefugte nicht mit Kraftfahrzeugen zu befahren; meistens sind sie aber als Fuß- und Radweg freigegeben. Sie werden von den jeweiligen Anliegern auf eigene Kosten unterhalten.